# Милица Делевић
Милица Делевић (Београд, 24. октобар 1969) je директорка за управљање и политичка питања у Европској банци за обнову и развој, експерткиња за Европску унију, некадашња директорка владине Канцеларије за придруживање Европској унији и помоћница министра задужена за евроинтеграције.

## Биографија
Рођена је 24. октобра 1969. године у Београду. Одрасла је у старом делу Новог Београда. Родитељи су јој пореклом из Црне Горе, мајка јој је била педијатар, а отац инжењер из Цетиња.
Током средње школе радила је на Радио Индексу.
Године 1988. започиње студије на Економском факултету у Београду. Годину након почетка студија, 1989. године, оснива се Б92 и Милица прелази тамо као новинарка информативне редакције. Такође је била и уредница емисије Боја новца.
Дипломирала је 1992. године, мастер је дала на Катедри за међународне односе и европске студије Централноевропског универзитета у Прагу. Након повратка у Србију радила је у Београдском центру за људска права и на Правном факултету. Докторске студије пријавила је Катедри за међународне односе и политику Универзитета Кент у Кентерберију. Након НАТО интервенције, током њеног боравка у Великој Британији, добила је отказ на Правном факултету.
Године 2000. родила је ћерку Јовану.
Крајем 2001. године, након успостављања сектора за европске интеграције при Министарству за економске односе са иностранством, министар Горан Питић понудио јој је место помоћнице у том сектору, али је Милица због доктората одбила понуду. Неколико месеци касније прихватила је место на Дипломатској академији при Министарству спољних послова.
Од 2003. до 2004. године била је директорка Канцеларије Србије и Црне Горе за придруживање Европској унији. Након тога радила је као координаторка Националне стратегије за приступање Србије Европској унији.
Од 2004. године била је чланица Политичког савета Демократске странке, као и главног одбора Демократске странке.
Од усвајања стратегије 2005. године ради на Факултету политичких наука, где предаје предмет основних студија по имену Европске интеграције- развој и проблеми.
Након формирања друге Коштуничине владе, у Министарству спољних послова била је помоћница министра за европске интеграције.
Године 2009. је као директорка владине Канцеларије за европске интеграције изабрана за личност године.
Од Драгана Ђиласа са којим има две ћерке развела се 2007. године.
На парламентарним изборима 6. маја 2012. године изабрана је за народну посланицу. Оставку на посланичку функцију поднела је 24. маја 2013. године због преласка у Европску банку за обнову и развој.